# Arvid Flory

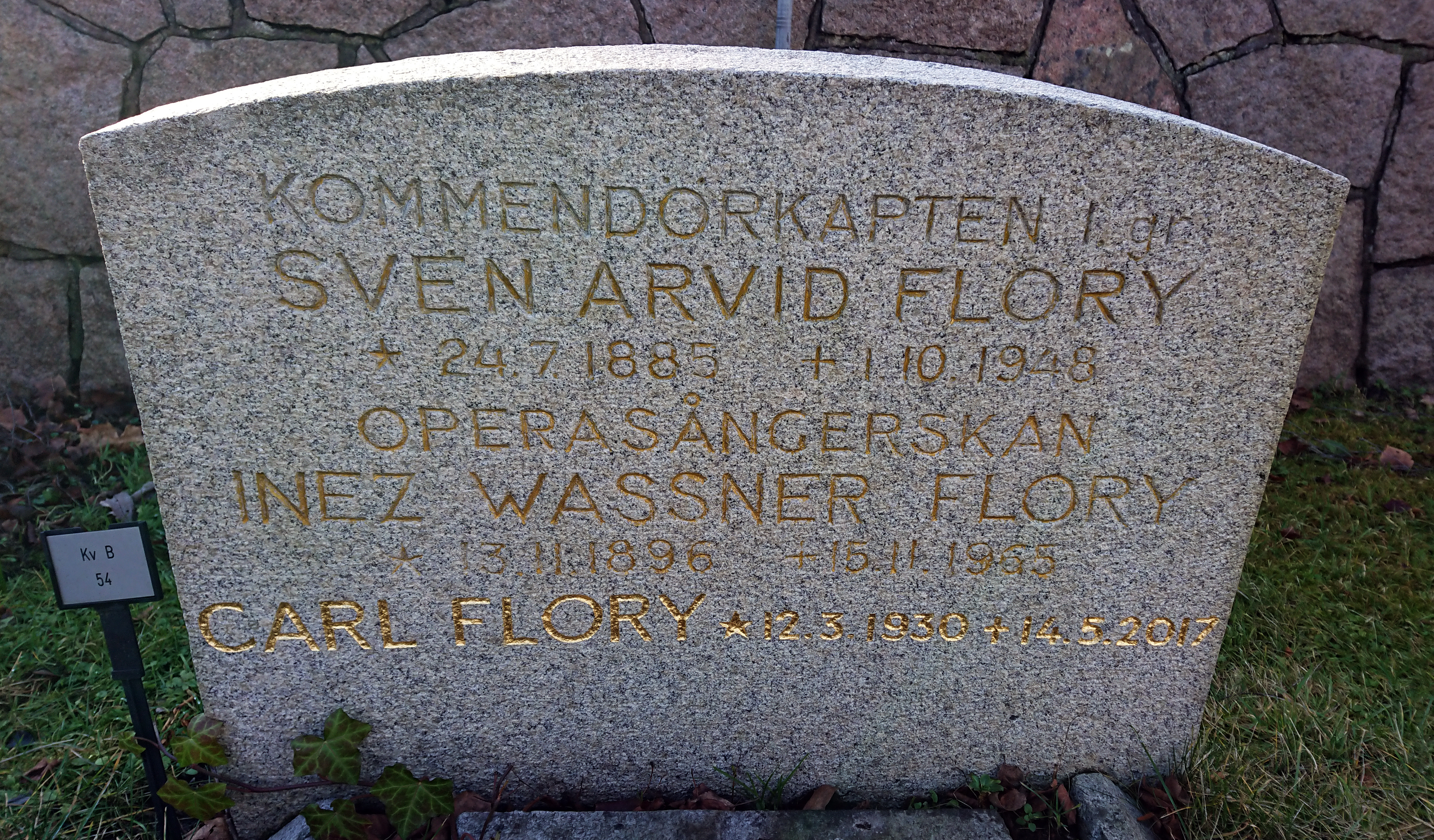
Gravstenen på Galärvarvskyrkogården i Stockholm.

Sven Arvid Flory, född 24 juli 1885 i Ulrika Eleonora församling, Stockholm, Stockholm, död 1 oktober 1948 i Skeppsholms församling, Stockholm, var en svensk militär (kommendörkapten 1:a graden).

## Biografi
Arvid Flory inledde sin militärkarriär som kadett i Flottan år 1901. År 1907 befordrades han till underlöjtnant, år 1910 till löjtnant, år 1918 till kapten i Flottan och 1926 kapten i Flygvapnet. År 1927 befordrades han till kommendörkapten 2:a graden i Flygvapnet och 1931 kommendörkapten 2:a graden även i Flottan.
År 1916 tog Flory flygcertifikat nr 76 vid Thulins flygskola i Skåne. Därefter kom han att göra flera utlandsresor för att studera flygets utveckling. År 1926 övergick Flory till det nybildade Flygvapnet. Samtidigt utnämndes han till chef för Flygskolan i Ljungbyhed. År 1932 tillträdde han tjänsten som chef för Andra flygkåren i Hägernäs, en tjänst som han hade fram till år 1934. Därefter övergick han till Marinstaben. Arvid Flory avslutade sin karriär i Argentina som marinattaché i mitten av 1940-talet. Flory är gravsatt på Galärvarvskyrkogården i Stockholm.